# برنامج فينيرا

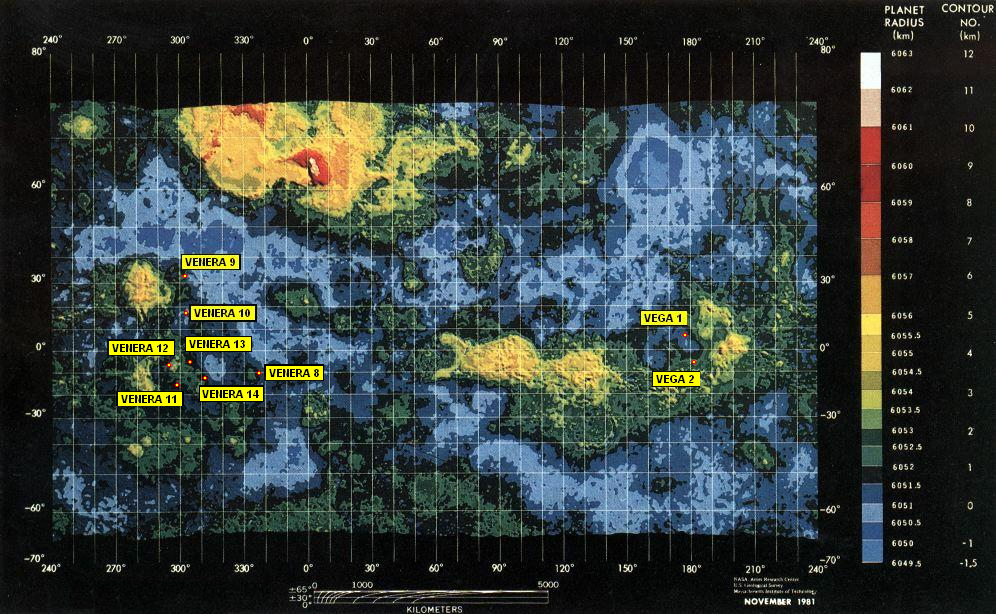
خريطة لكوكب الزهرة

برنامج فينيرا (بالروسية:Венера) هو إحدى المشاريع السوفيتية ما بين عامي 1961 حتى عام 1984 لجمع بيانات عن كوكب الزهرة، واستطاعات عشر مسابير سوفيتية تحقيق النجاح والهبوط على سطح كوكب الزهرة. في سياق هذا البرنامج، حقق الاتحاد السوفيتي عددًا من السوابق في استكشاف الفضاء، أول جهاز بشري يدخل الغلاف الجوي لكوكب آخر (فينيرا 3، في 1 مارس 1996)، أول هبوط ناعم على كوكب آخر (فينيرا 7، في 15 ديسمبر 1970)، أول إرسال لصور من على سطح كوكب آخر (فينيرا 9، في 8 يونيو 1975)، وأول مسح راداري عالي الدقة (فينيرا 15، في 2 يونيو 1983).

## مسابير فينيرا
أول محاولة سوفيتية لإرسال مسبار فضائي إلى كوكب الزهرة كانت في الرابع من فبراير عام 1961 ، لكنها فشلت في ترك مدار الأرض في ما يسمى بفينيرا 1 ،فينيرا 1 و فينيرا 2 كان من المفترض أن يقوما بالعبور بجوار الزهرة بدون دخول مداره وأن يكون القياس عن بعد، لكن القياس عن بعد قد فشل حيث دخل المسباران المدار الشمسي المركزي للكوكب.
نجح المسبار السوفيتي فينيرا 3 في الهبوط على سطح الزهرة في 1 مارس 1966، ليكون أول مركبة فضائية تنجح في الهبوط على سطح كوكب، إلا أنه فشل في الاتصال بالأرض بعد هبوطه وبالتالي لم يرسل أي بيانات عن سطح الزهرة. ليتم اللقاء التالي بين الزهرة والمركبات الفضائية الا في 18 أكتوبر 1967 عندما نجح فينيرا 4 في دخول الغلاف الجوي للزهرة، والقيام بالعديد من التجارب العلمية.

## فينيرا 3 حتى فينيرا 6
كلا من فينيرا 3 و 4 و5 و6 تم تصميمهم على نفس الحيثيات والتركيبات، وكل منهم وزن طن واحد تقريبا.